# UNO-Hauptquartier

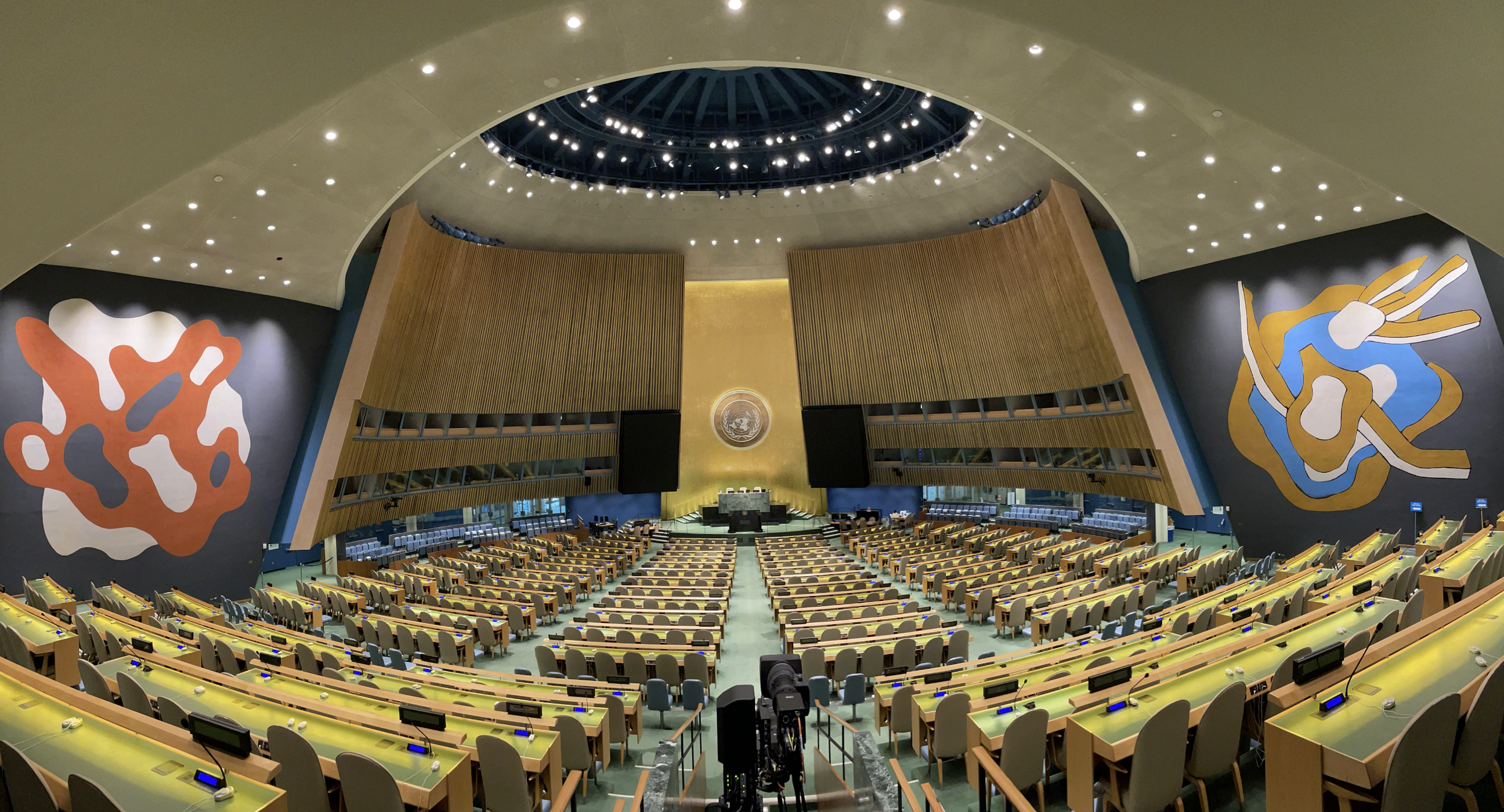
Saal im Gebäude der Generalversammlung

Das Hauptquartier der Vereinten Nationen in New York City (kurz UNO-Hauptquartier) ist der wichtigste Standort und Hauptsitz der Vereinten Nationen, gelegen am United Nations Plaza in Manhattan. Die Generalversammlung, der Sicherheitsrat und im jährlichen Wechsel mit Genf der Wirtschafts- und Sozialrat der Vereinten Nationen versammeln sich hier. Außerdem ist es Sitz des UN-Sekretariats.

## Geschichte
Nach der Gründung der Vereinten Nationen 1945 befand sich ihr Hauptsitz zunächst in London. Der Grundstein für das neue UNO-Hauptquartier in New York wurde am 24. Oktober 1949 gelegt. Dafür stiftete John D. Rockefeller, Jr. ein etwa sieben Hektar großes ehemaliges Schlachthofgelände im Wert von 8,5 Mio. US-Dollar am Ufer des East Rivers auf der East Side von Manhattan, das den Status eines internationalen Territoriums erhielt. Entworfen wurde der Komplex von einer Gruppe bekannter Architekten der Moderne unter der Führung von Le Corbusier und Oscar Niemeyer.
Nachdem die Vereinigten Staaten für den Bau einen zinslosen Kredit bewilligten, begannen die Bauarbeiten. 1951 wurde der Gebäudekomplex fertiggestellt, im folgenden Jahr zog die UN-Behörde ein. Für Teile der Innenausstattung zeichnete die Firma Irving & Casson–A. H. Davenport Co. verantwortlich. Die wichtigsten Gebäude sind die Generalversammlung, das Konferenzgebäude und das 154 m hohe und 39 Stockwerke zählende Sekretariatsgebäude der Vereinten Nationen. 1961 wurde die Anlage durch die Dag-Hammarskjöld-Bibliothek erweitert.
Das Gebäude wurde Bestandteil vieler Spielfilme, besonders bekannt ist Der unsichtbare Dritte von Alfred Hitchcock.
Capital Master Plan
Der gesamte Gebäudekomplex war vor den 2008 begonnenen Sanierungsarbeiten in einem außerordentlich schlechten baulichen Zustand, da seit der Eröffnung keine Modernisierungs- oder Sanierungsmaßnahmen durchgeführt wurden, obwohl diese bereits vor Jahrzehnten notwendig gewesen wären. Darüber hinaus befand sich Asbest in dem Gebäude, was wegen der damit verbundenen Gesundheitsgefahren zu Besorgnis seitens vieler Mitarbeiter führte. Insbesondere die Vereinigten Staaten weigerten sich in der Vergangenheit hartnäckig, adäquate Finanzmittel für Modernisierungs- oder Sanierungsarbeiten zur Verfügung zu stellen. Seit dem Jahr 2000 gab es konkrete Pläne für die überfällige Grundsanierung inklusive Finanzierungszusagen der UN-Mitglieder. Diese wurden allerdings durch die wohl politisch motivierte Weigerung von Stadt und Bundesstaat New York, ein bereits detailliert geplantes Ausweichquartier zu genehmigen und teilweise zu finanzieren, um Jahre verzögert. Ende Juli 2007 wurde dann schließlich doch die Vergabe der Arbeiten mit einem Auftragsvolumen von ca. einer Milliarde (mit Stand von Juli 2014 sind es 2,13 Milliarden) US-Dollar an den schwedischen Baukonzern Skanska als Generalunternehmer bekanntgegeben. Auf das Ausweichquartier wird verzichtet, stattdessen gibt es vorübergehende Auslagerungen in unterschiedliche Gebäude im Stadtgebiet. Die Sanierungsarbeiten („Capital Master Plan“) haben im Mai 2008 begonnen.
Neben dem UNO-Hauptquartier gibt es in Wien, Genf und Nairobi weitere offizielle Amtssitze der Vereinten Nationen. Auch in Bonn befinden sich 19 Einrichtungen der Vereinten Nationen mit etwa 1000 Mitarbeitern.

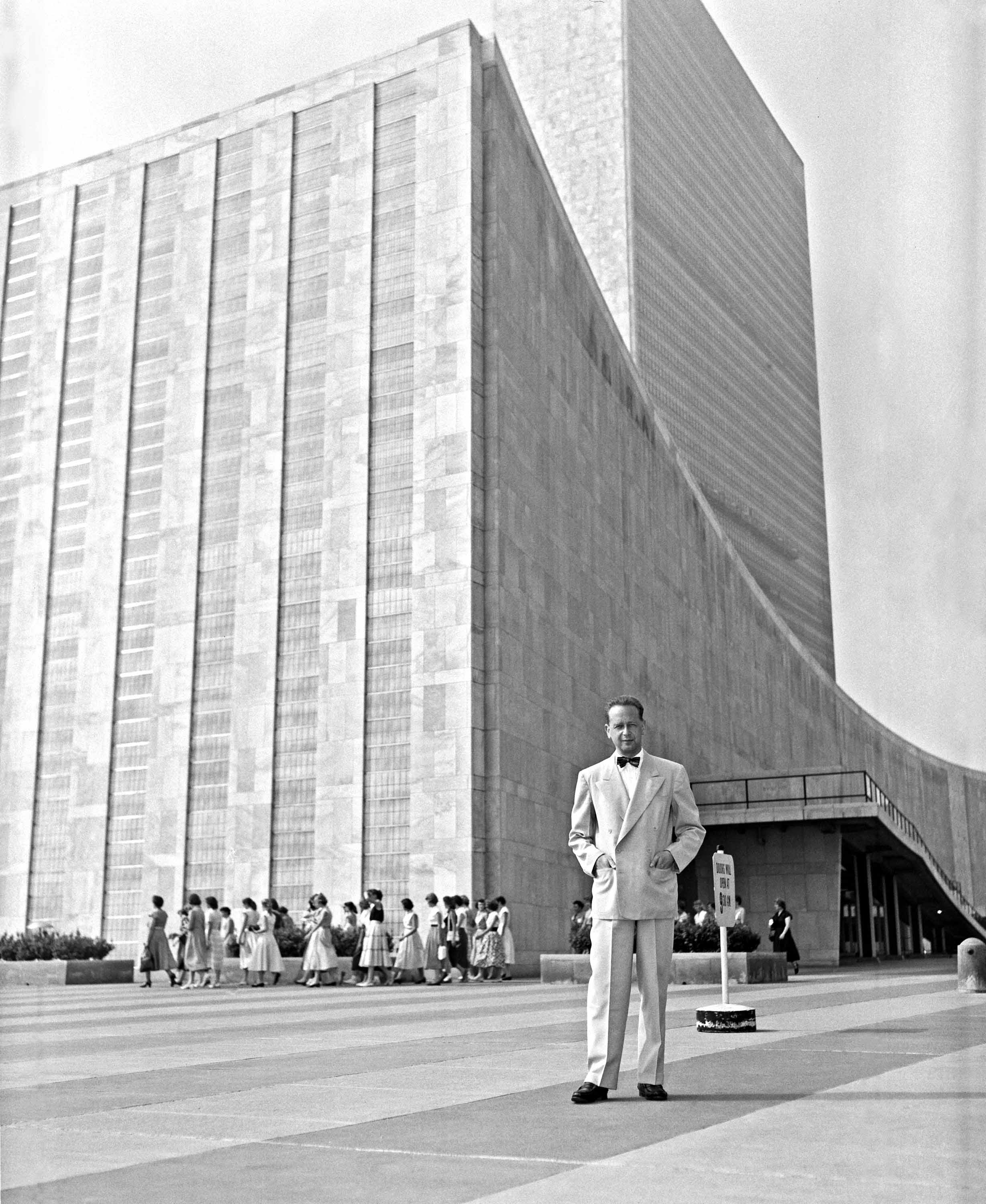
Generalsekretär Dag Hammarskjöld vor dem Hauptquartier (1953)
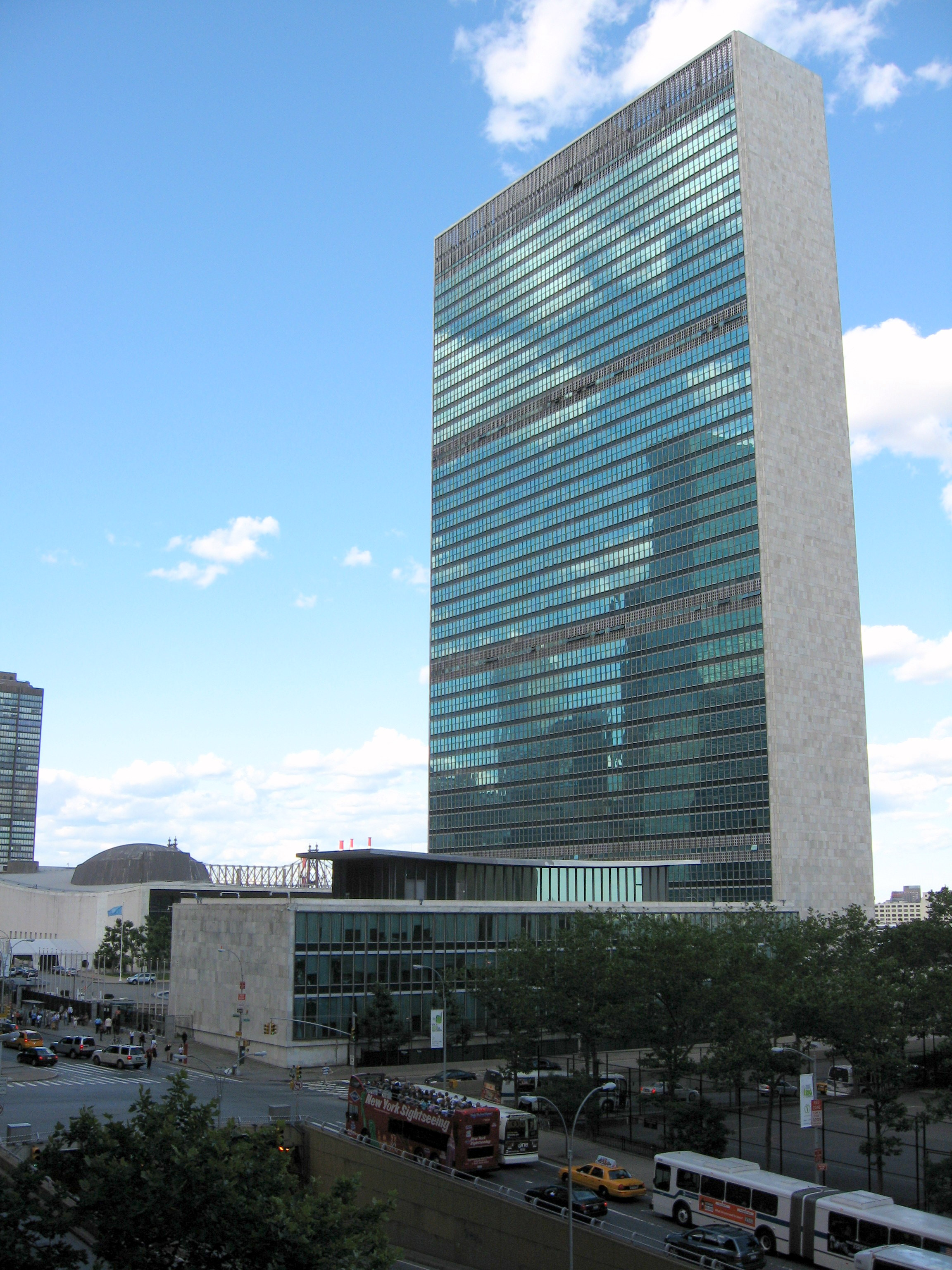
Bibliothek, Gebäude der Generalversammlung und Sekretariatshochhaus
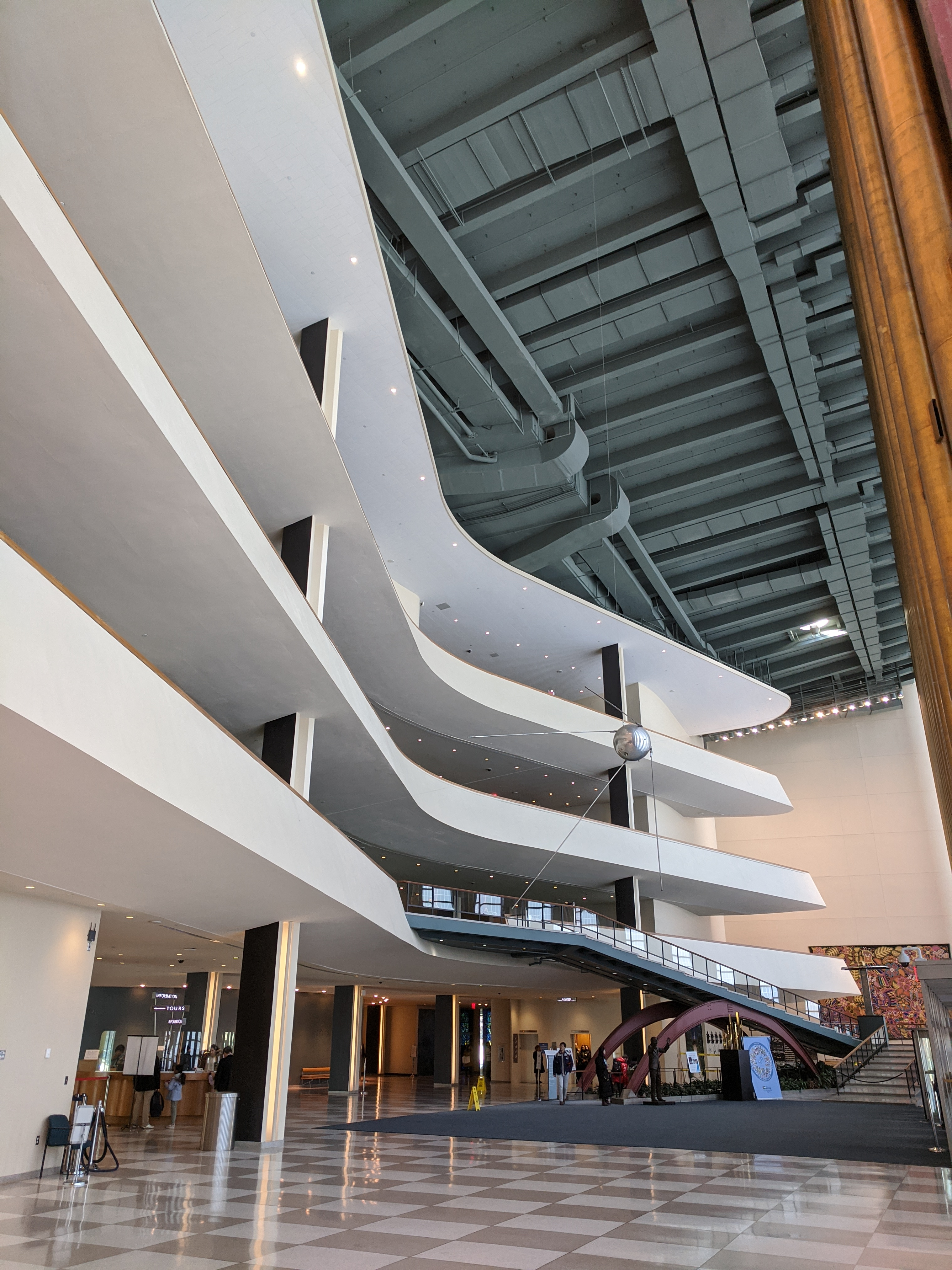
Lobby im Gebäude der Generalversammlung
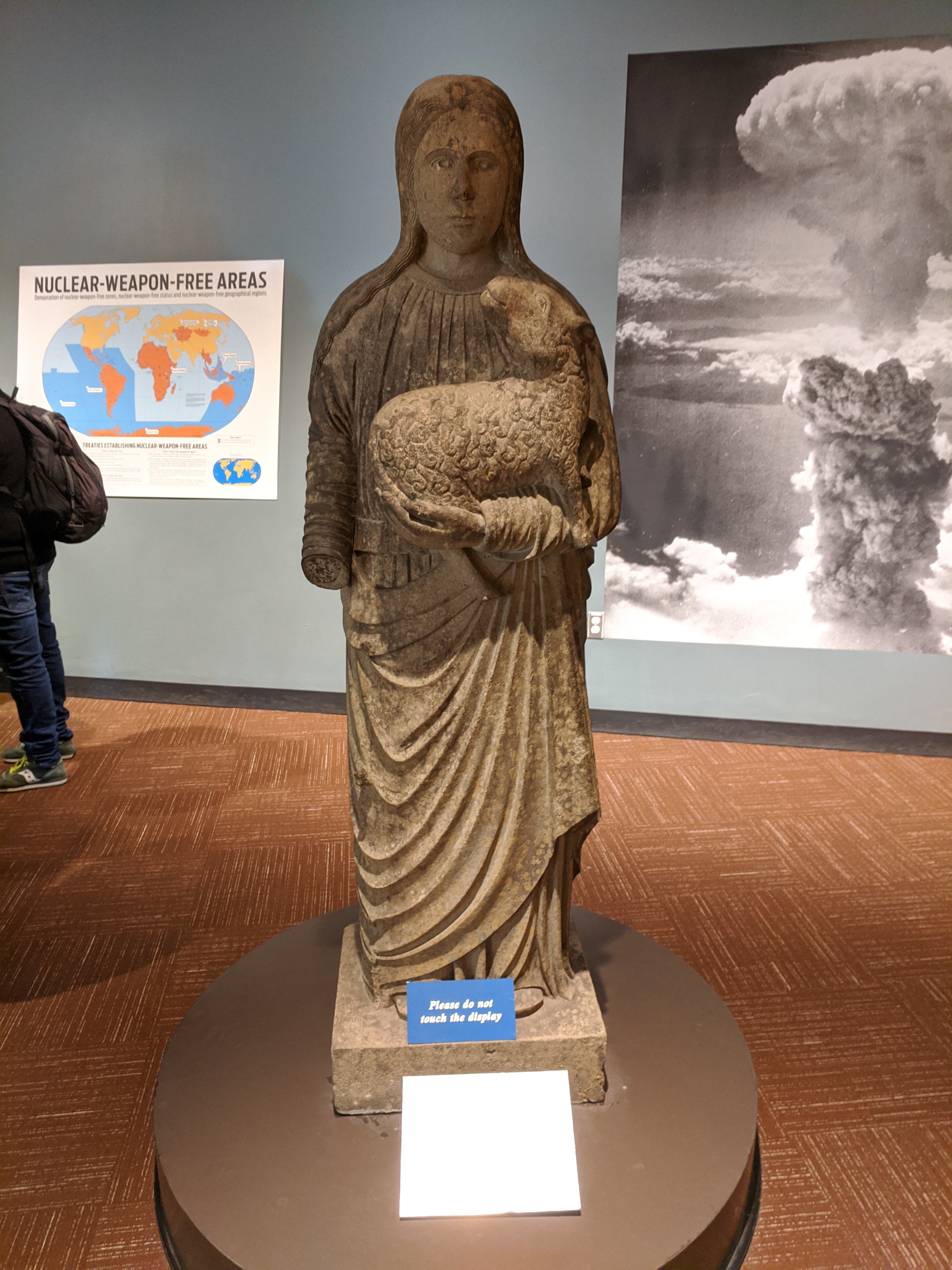
Statue der Agnes von Rom aus der Urakami-Kathedrale in Nagasaki
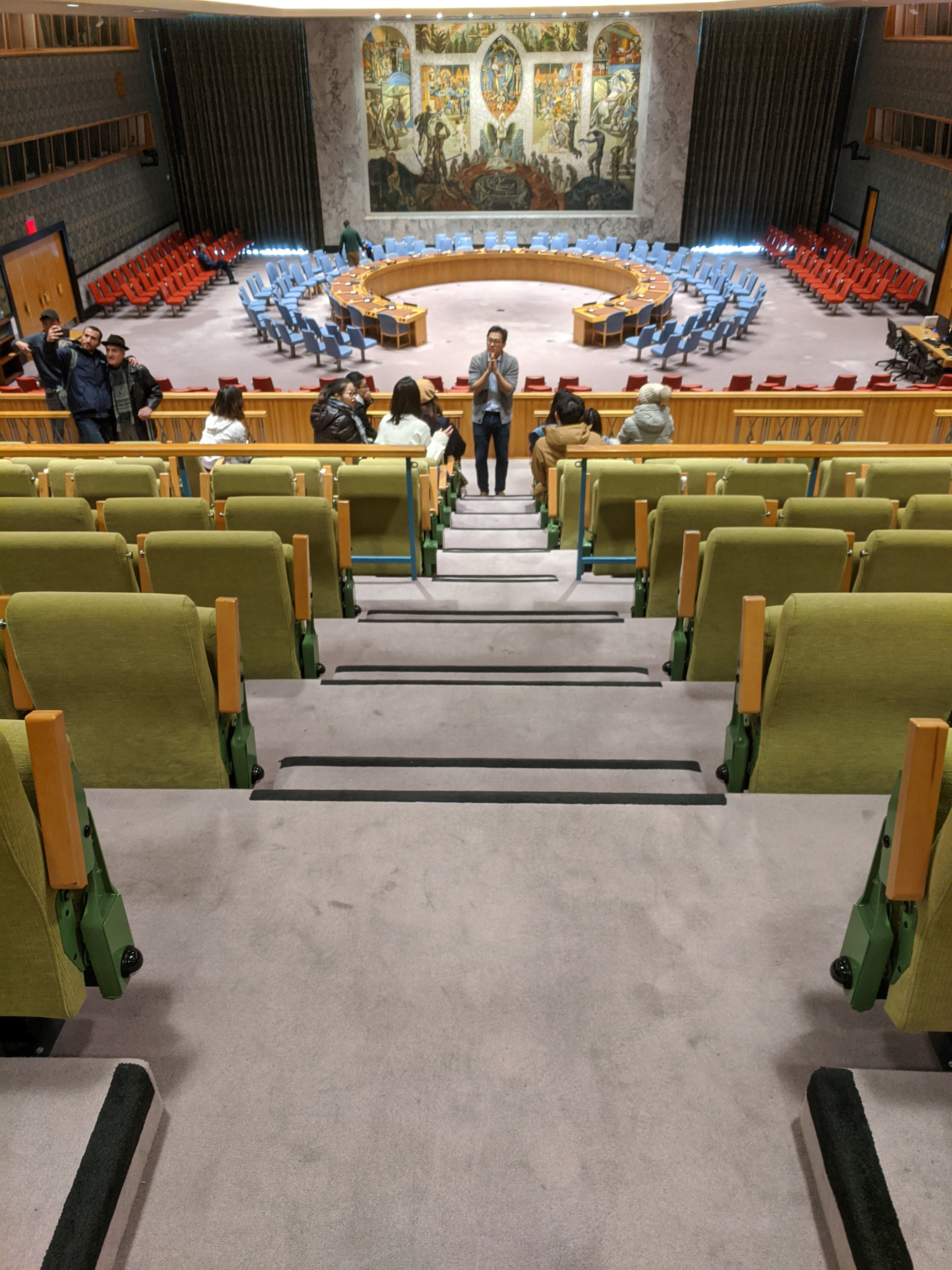
Kammer des UN-Sicherheitsrates